# Villa Collemandina
Villa Collemandina és un comune (municipi) de la província de Lucca, a la regió italiana de la Toscana, situat uns 80 km al nord-oest de Florència i uns 35 km al nord de Lucca.
Limita amb els municipis de Castiglione di Garfagnana, Pieve Fosciana, San Romano in Garfagnana, Sillano Giuncugnano i Villa Minozzo.

## Evolució demogràfica
| Gràfica d'evolució demogràfica de Villa Collemandina entre 1861 i |
|                                                                   |
| Font: ISTAT - Elaboració gràfica de Viquipèdia                    |

## Llocs d'interès
- Santuari de Santa Maria del Soccorso
- Jardí botànic Pania di Corfino